# آویشن مورودر
آویشن مورودر (نام علمی: Thymus moroderi) نام یک گونه از سرده آویشن است.